# Psectrocladius yakuxeyeus
Psectrocladius yakuxeyeus är en tvåvingeart som beskrevs av Sasa och Suzuki 2000. Psectrocladius yakuxeyeus ingår i släktet Psectrocladius och familjen fjädermyggor. Inga underarter finns listade i Catalogue of Life.